# SOR EBN 9,5

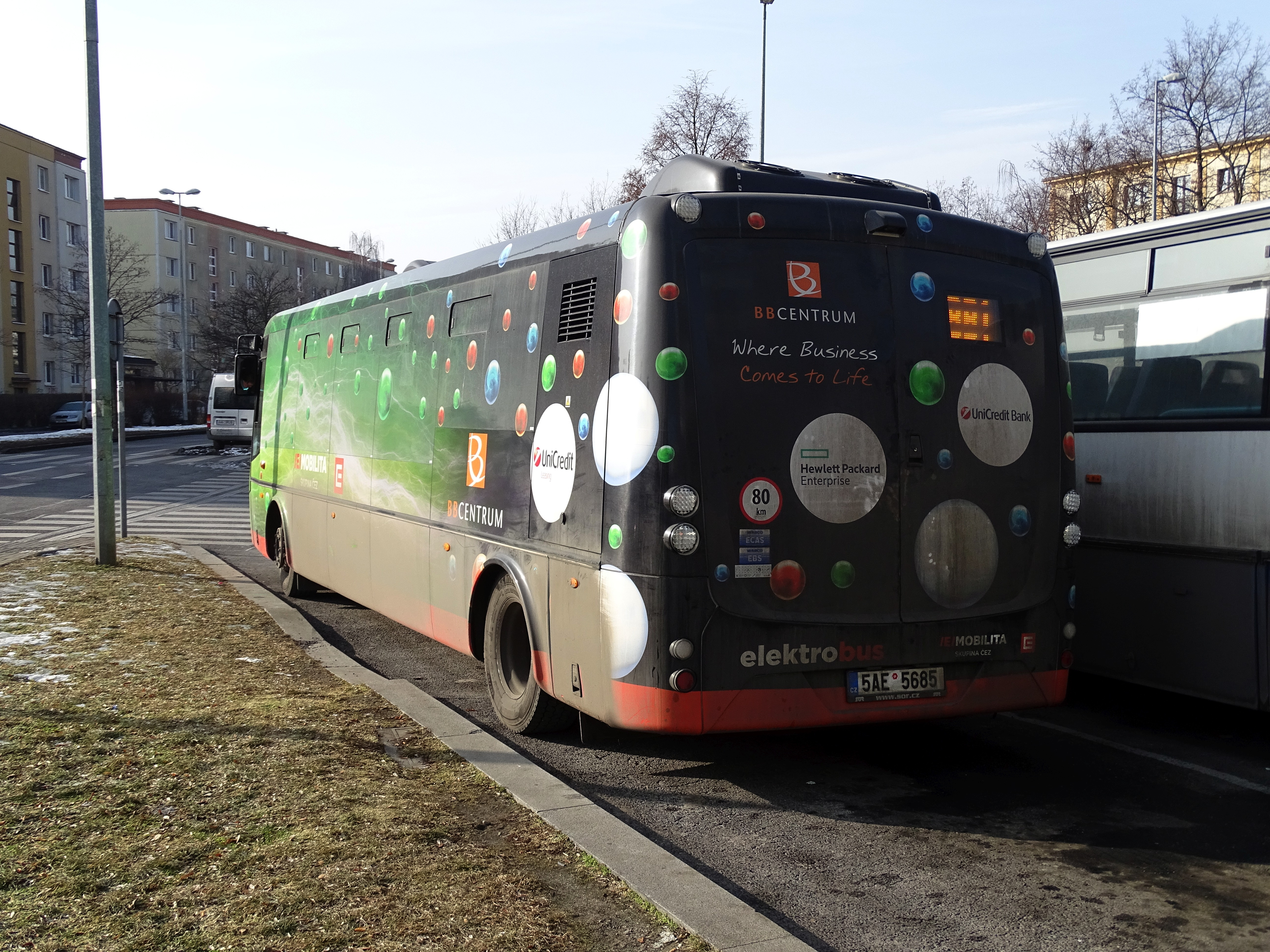
Zadní strana elektrobusu

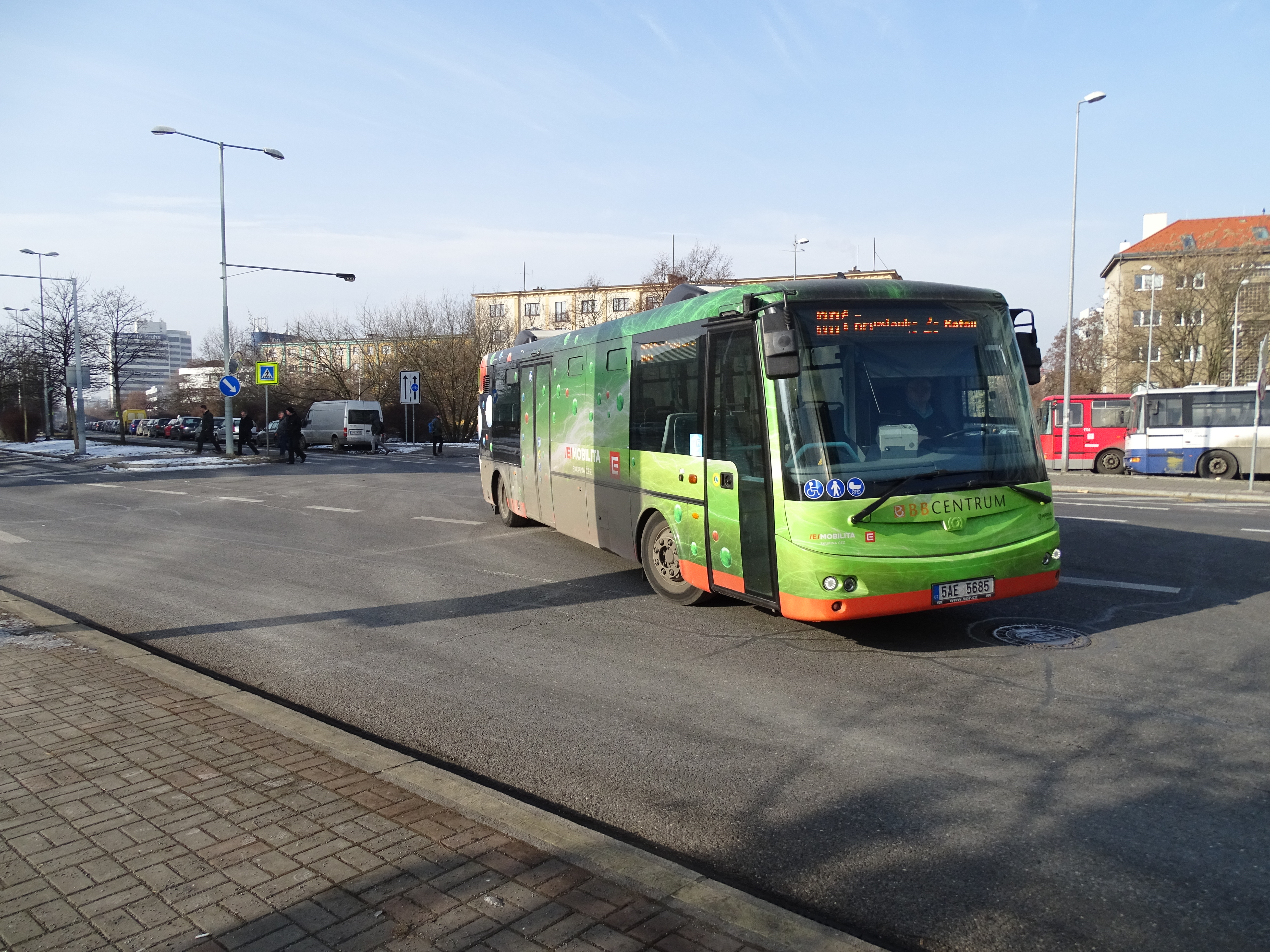
Pravá strana vozidla

SOR EBN 9,5 je elektrobus českého výrobce SOR Libchavy. Oproti dosavadním typům autobusů SOR má pozměněný design, na němž se podílel Patrik Kotas. Řada EBN je vyráběna také v dalších délkových verzích, a to EBN 8 a EBN 11, původním modelem byl EBN 10,5.

## Nasazení
Prototyp představil výrobce SOR 19. července 2013 v areálu společnosti Arriva Východní Čechy v Chrudimi. Poté byl prototyp převezen do Hradce Králové, kde by měl být během září testován a případně pronajmut (dostal evidenční číslo 173).
Začátkem září 2013 předvedla Arriva Morava a. s. spolu s výrobcem autobus zástupcům Moravskoslezského kraje, Správy Chráněné krajinné oblasti Jeseníky a státu. Dopravce s podporou kraje usiluje o získání dotace na nákup elektrobusu, který by využíval ke speciální dopravě zdravotně postižených osob a jejich doprovodu na Praděd, k čemuž od roku 2012 využívá naftový minibus.
Od 3. února 2016 byly dva vozy nasazeny na bezplatné městské linky v Praze od stanice Budějovická k BB Centru. Nasazení je společným projektem společným projektem developerské a investiční společnosti PASSERINVEST GROUP, Skupiny ČEZ a dopravní společnosti ARRIVA. Jeden elektrobus zde ujede denně v průměru 100 km a přepraví na 1800 cestujících během 50 jízd, za rok najel každý z nich přes 20 tisíc kilometrů. Po celodenním provozu má elektrobus z této trasy (při nabíjení 3×400 V/32 A) opět plné baterie za 6 hodin.
Ještě počátkem února 2016 neměla společnost SOR tento typ v nabídce vyráběných elektrobusů na svém webu.
Od října 2017 je provozováno šest elektrobusů SOR EBN 9,5 na linkách MHD v Hranicích. Celkem stály 78 milionů korun, přičemž 85 % nákladů na pořízení pokryly dotace. Provozovatelem je ČSAD Frýdek-Místek. Vozy jsou dobíjeny v areálu firmy CETRIS. Na zeleném polepu jsou zobrazeny vybrané památky města. Uvnitř se nachází 2 sklápěcí sedadla a 26 pevných sedadel, z toho jedno je šířky 1,5 sedadla. 10. června 2018 jeden z elektrobusů vzplanul za jízdy, přičemž nikdo nebyl zraněn. Za zničený elektrobus byl dodán nový.

## Popis
Délka autobusu je 9 790 mm, šířka 2 525 mm a výška 2 920 mm, provozní hmotnost 9600 kg, má 26 míst k sezení a 43 k stání (u vozidel nasazených na linky k BB Centru je uváděna celková kapacita 73 cestujících). Autobus je dvoudveřový. Je až na schůdky v zadní části v podstatě nízkopodlažní. Má mechanickou plošinu pro nástup vozíčkářů nebo kočárků má jeden bezbariérový prostor pro jejich přepravu. Vozy mají nové řešení oken a reklamních ploch na okny a nově sendvičový strop. Osvětlení je řešeno LED technologií. Klimatizace je pouze v prostoru u řidiče. Vozidlo má i možnost přitopit naftou. Baterie jsou umístěny v zadní části stejně jako u předchozích typů elektrobusů SOR. Příslušenstvím při předváděcí jízdě byla dobíječka, které se dá zapojit do běžné zásuvky na 230/400 V. Má rotační elektrický motor o maximálním výkonu 180 kW a minimálním 120 kW, na jedno nabití ujede 140 až 160 kilometrů v závislosti na profilu cesty. Akubaterie se 180 lithium-iontovými články mají celkovou kapacitu 172 kWh. Dodavatelem elektrické výzbroje je společnost Electric Components a.s. (dříve Cegelec a.s.).